# Биосферни резервати в България
Биосферните резервати в България представляват защитени територии с уникална флора и фауна и други природни ценности с голямо значение, служещи като еталон на първичното състояние на екосистемата и са включени в програмата на ЮНЕСКО "Човекът и биосферата".
Понастоящем в България съществуват 4 такива зони включени в тази програма и обявени за биосферни резервати: 
- Сребърна
- Узунбуджак
- Централен Балкан
- Червената стена

## История
Първоначално в страната има 16 биосферни резервата от стар тип, което я нарежда на 3-то място по брой биосферни резервати в Европа след Испания и Русия и на 6-о място в света, днес бройката им намалява до 10. Според някои анализатори (Петрова и Владимиров 2011), по-голямата част от биосферните резервати в България не съответстват на целите и критериите на Нормативната рамка на Световната мрежа от биосферни резервати и Севилската стратегия и са по-скоро биосферени резервати от стар тип. На 29-а сесия на Междуправителствения координационен съвет по Програмата „Човекът и биосферата“ на ЮНЕСКО (MAB – ICC), провела се в периода 12 – 15 юни 2017 г. се обявяват четири нови разширени Биосферени паркове в България: Биосферен парк Централен Балкан, Биосферен парк Червената стена, Биосферен парк Сребърна и Биосферен парк Узунбуджак. Включването на 4-те биосферни парка в световната мрежа на ЮНЕСКО е международно признание, че въпросните обекти се управляват по целесъобразен и устойчив начин, съгласно националното законодателство и в съответствие със съвременните общоприети принципи за добро управление.

## Структура на съвременни биосферни резервати/паркове
В съответствие със Севилската стратегия съвременните биосферни паркове трябва да отговарят на следните три взаимодопълващи се функции:

 Консервационна – допринася за опазването на ландшафтите, екосистемите, видовете и генетичното разнообразие;

 Развиваща – насърчава социо-културно и екологично устойчивото икономическо и човешко развитие и

 Логистична – подкрепа на демонстрационни проекти, природозащитно обучение и квалификация, изследвания и мониторинг, свързани с локални, регионални, национални и глобални проблеми на опазването и устойчивото развитие.
Биосферен резерват или парк не е категория в българския Закон за защитените територии. Държавата и нейните граждани решават дали да обявят такъв парк и внасят своята номинация до ЮНЕСКО, които разглеждат кандидатурата и решават дали отговаря на изискванията и може да бъде обявена за биосферен парк.

### Списък на биосферните резервати/паркове в България:[2]
| Биосферен резерват/парк | Местоположение | Година на обявяване (разширяване)                                               | Площ (ha)  | Снимка |
| --- | --- | ------------------------------------------------------------------------------- | ---------- | ------ |
| Алиботуш (биосферен резерват от стар тип) | Славянка | 1951                                                                            | 1628       |        |
| Баюви дупки - Джинджирица (биосферен резерват от стар тип) | Пирин | 1934                                                                            | 2873       |        |
| Бистришко бранище(биосферен резерват от стар тип) | Витоша | 1934                                                                            | 1061.6     |        |
| Биосферен парк Централен Балкан включващ старите биосферни резервати Боатин, Джендема, Стенето, Царичина и територията на общините Троян, Карлово, Павел Баня, Антон и Севлиево | Боатин (Златишко-Тетевенска планина), Джендема (Калоферска планина), Стенето (Троянска планина), Царичина (Златишко-Тетевенска планина) | Боатин 1948, Джендема 1953, Стенето 1979, Царичина 1949 (разширен през 2017 г.) | 369003,92  |        |
| Мантарица (биосферен резерват от стар тип) | Западни Родопи | 1968                                                                            | 1069,2     |        |
| Парангалица (биосферен резерват от стар тип) | Рила | 1933                                                                            | 1509       |        |
| Биосферен парк Сребърна включващ Сребърна и цялата територия на община Силистра                                                                                                 | езеро Сребърна | 1948 (разширен през 2017 г.)                                                    | 52005.2797 |        |
| Биосферен парк Узунбуджак включващ Узунбоджак и цялата територия на община Малко Търново                                                                                        | Странджа | 1956 (разширен през 2017 г.)                                                    | 78 425,31  |        |
| Биосферен парк Червената стена включващ Червената стена и цялата територия на община Асеновград                                                                                 | Западни Родопи | 1962 (разширен през 2017 г.)                                                    | 65409,399  |        |
| Чупрене (биосферен резерват от стар тип) | Чипровска планина | 1973                                                                            | 1439,2     |        |

### Отписани от списъка резервати
Маричини езера е бил 17-ия биосферен резерват в България, но е изключен през 2002 г. след сливането му с Централен Рилски резерват. Намира се в територията на Национален парк Рила.
През 2017 г. от списъка на ЮНЕСКО са изключени три биосферни резервата: Дупката – обявен през 1961, находящ се в Западни Родопи и с площ от 1210,8 хка; Камчия, находящ се в устието на река Камчия и обявен през 1951 с площ от 842,1 хка, както и Купена, обявен през 1961, находящ се в Западни Родопи и с площ от 1761,1 хка. Изключените биосферни резервати загубват статута си биосферен резерват на ЮНЕСКО, но продължават да бъдат защитени територии (резерват) според националното законодателство.